# Husein Gradaščević
Pour les articles homonymes, voir Gradaščević.
 (juillet 2025).
La mise en forme du texte ne suit pas les recommandations de Wikipédia : il faut le « wikifier ».
Les points d'amélioration suivants sont les cas les plus fréquents. Le détail des points à revoir est peut-être précisé sur la page de discussion.
- Les titres sont pré-formatés par le logiciel. Ils ne sont ni en capitales, ni en gras.
- Le texte ne doit pas être écrit en capitales (les noms de famille non plus), ni en gras, ni en italique, ni en « petit »…
- Le gras n'est utilisé que pour surligner le titre de l'article dans l'introduction, une seule fois.
- L'italique est rarement utilisé : mots en langue étrangère, titres d'œuvres, noms de bateaux, etc.
- Les citations ne sont pas en italique mais en corps de texte normal. Elles sont entourées par des guillemets français : « et ».
- Les listes à puces sont à éviter, des paragraphes rédigés étant largement préférés. Les tableaux sont à réserver à la présentation de données structurées (résultats, etc.).
- Les appels de note de bas de page (petits chiffres en exposant, introduits par l'outil «  Source ») sont à placer entre la fin de phrase et le point final[comme ça].
- Les liens internes (vers d'autres articles de Wikipédia) sont à choisir avec parcimonie. Créez des liens vers des articles approfondissant le sujet. Les termes génériques sans rapport avec le sujet sont à éviter, ainsi que les répétitions de liens vers un même terme.
- Les liens externes sont à placer uniquement dans une section « Liens externes », à la fin de l'article. Ces liens sont à choisir avec parcimonie suivant les règles définies. Si un lien sert de source à l'article, son insertion dans le texte est à faire par les notes de bas de page.
- La présentation des références doit suivre les conventions bibliographiques. Il est recommandé d'utiliser les modèles {{Ouvrage}}, {{Chapitre}}, {{Article}}, {{Lien web}} et/ou {{Bibliographie}}. Le mode d'édition visuel peut mettre en forme automatiquement les références.
- Insérer une infobox (cadre d'informations à droite) n'est pas obligatoire pour parachever la mise en page.

Pour une aide détaillée, merci de consulter Aide:Wikification.
Si vous pensez que ces points ont été résolus, vous pouvez retirer ce bandeau et améliorer la mise en forme d'un autre article.
 (juillet 2025).
Le contenu est difficilement compréhensible vu les erreurs de traduction, qui sont peut-être dues à l'utilisation d'un logiciel de traduction automatique.
 (juillet 2025).
Husein-Beg Kapetan Gradaščević (31 août 1802 - 17 août 1834), également connu sous le nom de Zmaj od Bosne (littéralement « Dragon de Bosnie »), était un commandant militaire ottoman bosniaque qui a mené un soulèvement contre le Tanzimat, un système de réformes politiques visant à moderniser l'Empire ottoman. Né dans une famille noble bosniaque, Gradaščević devint capitaine de Gradačac au début des années 1820, succédant à ses proches (parmi lesquels son père) à ce poste. Il a grandi dans un climat politique agité dans les régions européennes de l’Empire ottoman. Avec la guerre russo-turque (1828-1829), l'importance de Gradaščević augmenta, le gouverneur bosniaque de l'époque lui confia la tâche de mobiliser une armée entre la Drina et Vrbas par peur de conflit.
En 1830, Gradaščević devint le porte-parole de tous les capitaines ottomans en Bosnie et coordonna la défense en prévision d'une éventuelle invasion serbe. Une grande partie de la noblesse bosniaque s'est unie et s'est révoltée, en réponse aux réformes du sultan ottoman Mahmud II, qui abolissaient les janissaires et affaiblissaient les privilèges de la noblesse, ainsi que l'autonomie et le territoire accordés à la Principauté de Serbie. Gradaščević fut choisi comme chef et revendiquait le titre de vizir. Ce soulèvement, avec des objectifs d'autonomie, a duré trois ans et a entraîné la fin des loyalistes ottomans, principalement en Herzégovine. Parmi ses réalisations notables, Gradaščević a dirigé les forces victorieuses contre le maréchal ottoman au Kosovo. Le soulèvement échoua et toutes les capitaineries furent abolies en 1835. Exilé temporairement en Autriche, il négocia son retour avec le sultan et fut autorisé à entrer dans tout l'Empire ottoman, à l'exception de la Bosnie. Il mourut dans des circonstances controversées en 1834 et fut enterré au cimetière d'Eyüp à Istanbul.
Gradaščević a reçu le titre honorifique « le Dragon de Bosnie » ( Zmaj od Bosne ), et est considéré comme un héros national bosniaque.

## Jeunesse et vie personnelle

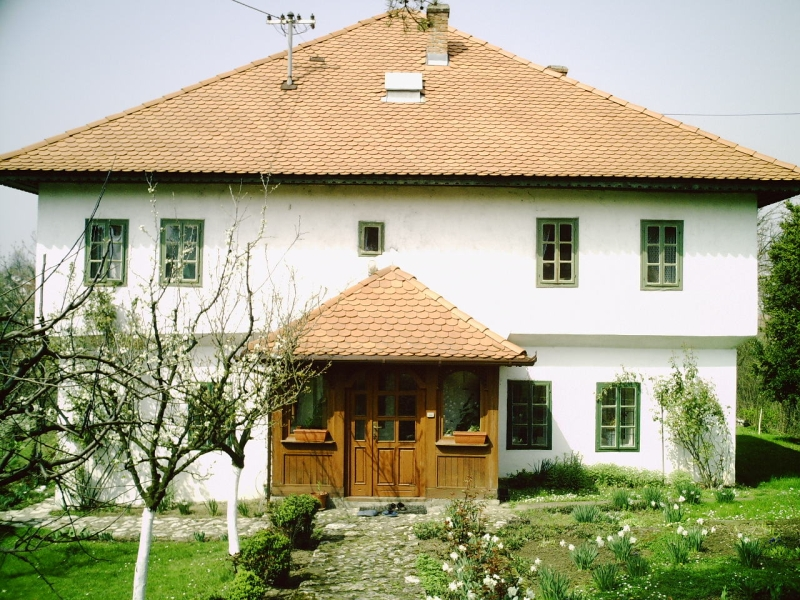
Maison natale de Husein Gradaščević.

Husein est né dans la ville de Gradačac (dans le nord de la Bosnie),  d'Osman Gradaščević un bosniaque, et de sa femme d'origine géorgienne Touley Hanuma en 1802, dans la maison familiale Gradaščević. En dehors de la tradition familiale et du folklore inventé beaucoup plus tard, on sait peu de choses de son enfance. On dit qu'il a passé beaucoup de temps autour du fort familial pendant qu'il était en cours de rénovation. Il a grandi dans une période troublée et, compte tenu de l'expérience militaire de son père et des services de son frère Osman pendant la guerre de 1813 contre la Serbie, le jeune Husein a sûrement entendu de nombreux témoignages de première main qui ont façonné sa personnalité.
Son père est ensuite décédé en 1812 alors que Husein n'avait que dix ans. Certains chercheurs ont avancé que sa mère était également décédée à cette époque, bien que certaines traditions familiales affirment le contraire. De toute évidence, sa mère a fortement influencé l’éducation de Husein. À la mort de son père, Husein s'en remet à son frère aîné Murat en raison de son âge et de son statut de successeur à la capitainerie de Gradačac. Husein Gradaščević n'accède à la tête de la capitainerie militaire de Gradačac qu'après que son frère Murat ait été empoisonné en 1821 par des aristocrates rivaux qui tentaient de gagner la faveur du Grand Vizir désespéré.
Husein a épousé Hanifa, sœur du capitaine Mahmud de Derventa, à un jeune âge. Bien que la date exacte soit inconnue, son fils Muhamed Bey Gradaščević est probablement né au plus tard en 1822, alors qu'Husein avait vingt ans. Le couple aura également une fille, Šefika, née en 1833. Ni Muhamed ni Šefika n'ont eu d'enfants.

## Capitainerie de Gradačac

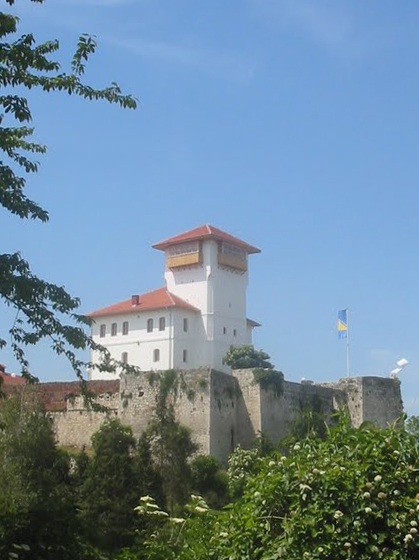
Château de Gradačac. Le siège administratif des capitaines de Gradačac.

Lorsque Husein prit la tête de la capitainerie de Gradačac, il concentra la majeure partie de son attention sur l'administration des affaires intérieures. Il est à noter que tous les projets de construction de Husein étaient liés à la ville de Gradačac et à ses environs immédiats. Durant son règne, Gradačac a encore renforcé son statut de l'une des capitaineries les plus prospères de Bosnie.
La première et la plus remarquable construction fut celle du château de Gradačac. Le fort existait depuis des décennies et avait fait l'objet de rénovations importantes depuis l'époque du capitaine Mehmed en 1765. Le père d'Husein, Osman, et son frère Murat avaient également effectué quelques travaux, respectivement en 1808 et 1818-1819. Cependant, la nature exacte de la contribution de Husein est inconnue
Husein fit construire un nouveau château, dans le cadre d'un vaste projet qui comprenait la construction d'une île artificielle entourée d'un fossé d'une largeur maximale de 100 mètres et d'une grande profondeur. Le château fut nommé Čardak et le village environnant en tira rapidement son nom. Les murs étaient ovales, la structure entière mesurant dix-sept mètres de long et huit mètres de large. Le complexe et la zone comprenaient également une mosquée, des puits, une pêcherie et des terrains de chasse.
À l'intérieur des remparts de la ville de Gradačac, la contribution la plus importante d'Hussein à la ville fut la tour de l'horloge (bosniaque : sahat-kula) qui a été construit en 1824. La base de l'objet mesure 5,5 mètres sur 5,5 mètres, tandis que la hauteur est de 21,50 mètres. C'était le dernier objet de ce type à être construit en Bosnie.

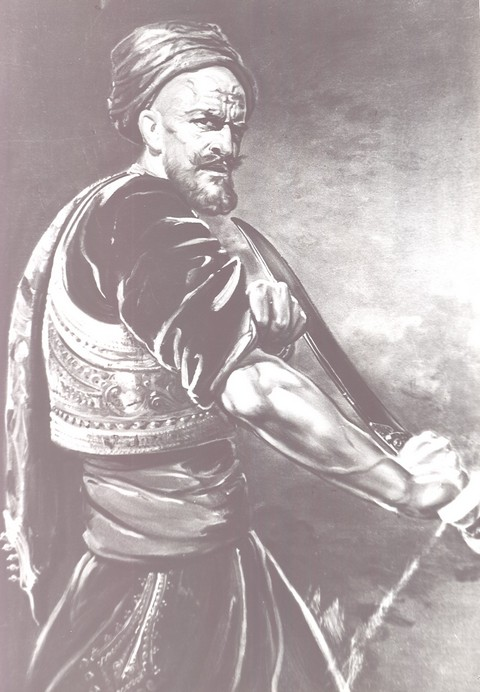
Peinture de Husein par Kristian Kreković.Même si Husein est représenté comme ayant plus de 32 ans, l’âge auquel il est décédé.

Le règne d'Hussein à Gradačac était également remarquable en raison de sa tolérance envers la population chrétienne sous sa juridiction, à la fois catholique et orthodoxe. Bien que les normes sociales de l'époque dictaient que l'approbation officielle du sultan ottoman était nécessaire pour la construction de tout bâtiment religieux non islamique, Husein a approuvé la construction de plusieurs de ces bâtiments sans elle, défiant ainsi les lois ottomanes. Une école catholique a été construite dans le village de Tolisa en 1823, suivie d'une grande église pouvant accueillir jusqu'à 1 500 personnes. Deux autres églises catholiques ont été construites dans les villages de Dubrave et de Garevac, tandis qu'une église orthodoxe a été construite dans le hameau d'Obudovac. À l'époque où Husein était capitaine, les chrétiens de Gradačac étaient connus pour être les plus satisfaits de Bosnie.
Husein entra sur la scène politique supérieure en Bosnie en 1827, en grande partie en raison de la guerre russo-turque imminente (1828-1829) et de son rôle dans la préparation de la défense des frontières de la Bosnie. Sur ordre du vizir bosniaque Abdurahim Pacha, Husein mobilisa la population de Gradačac et renforça ses défenses. Lors des entretiens tenus à Sarajevo entre le vizir et les capitaines bosniaques, on dit que c'est Husein qui est resté le plus longtemps pour discuter de stratégie. Il fut nommé commandant d'une armée qu'il devait mobiliser à partir des terres situées entre la Drina et la Vrbas. De l’avis général, il a fait un travail satisfaisant. Cependant, à la mi-juin 1828, Husein dut se précipiter à Sarajevo avec une petite force d'accompagnement pour mettre le vizir en sécurité à la suite d'une révolte parmi les troupes.
En 1830, Husein avait atteint de nouveaux sommets politiques puisqu'il était en mesure de parler au nom de tous (ou du moins de la plupart) des capitaines de Bosnie. À cette époque, il coordonnait la défense de la Bosnie contre une éventuelle invasion de la Serbie et se chargeait également de s'adresser aux autorités autrichiennes pour les mettre en garde contre toute incursion à travers la Save. L'autorité qu'il exerça dans les dernières années de son commandement à Gradačac explique le grand rôle qu'il allait jouer dans les années qui suivirent.

## Instabilité rumélienne et soulèvement bosniaque

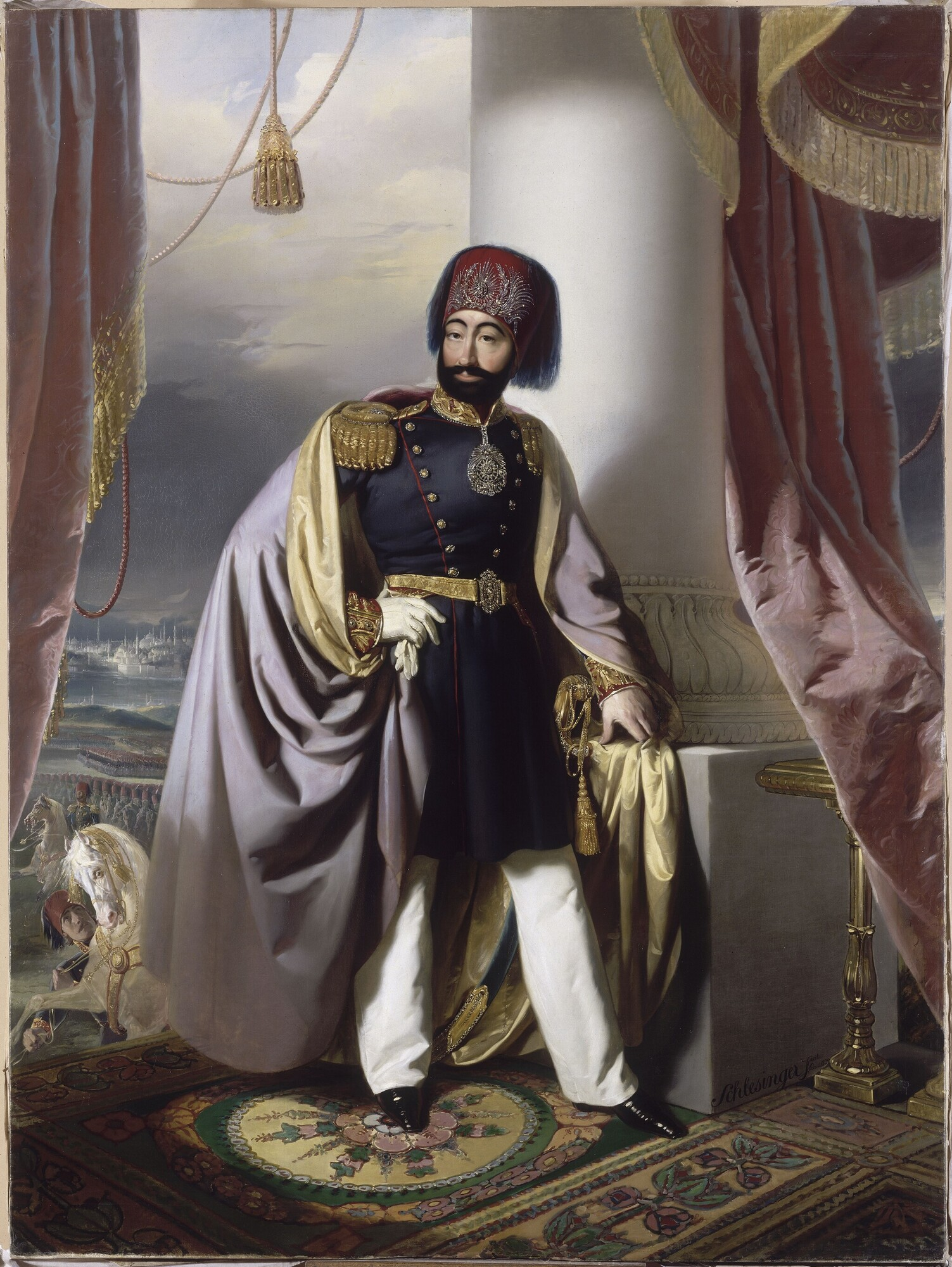
Les actions du sultan Mahmud II ont été le catalyseur du mouvement d’autonomie bosniaque.

À la fin des années 1820, le sultan Mahmud II réintroduisit une série de réformes qui appelaient à une nouvelle expansion de l'armée contrôlée centralement (nizam), à de nouvelles taxes et à davantage de bureaucratie ottomane. Ces réformes ont affaibli le statut spécial et les privilèges de la noblesse musulmane bosniaque. De nombreux dirigeants bosniaques ont également été déçus par la négligence ottomane à l’égard du sort des réfugiés musulmans arrivant de la Principauté de Serbie. Contrairement à la croyance populaire, Husein Gradaščević n’était cependant pas très opposé à ces réformes.

## Exile et décès

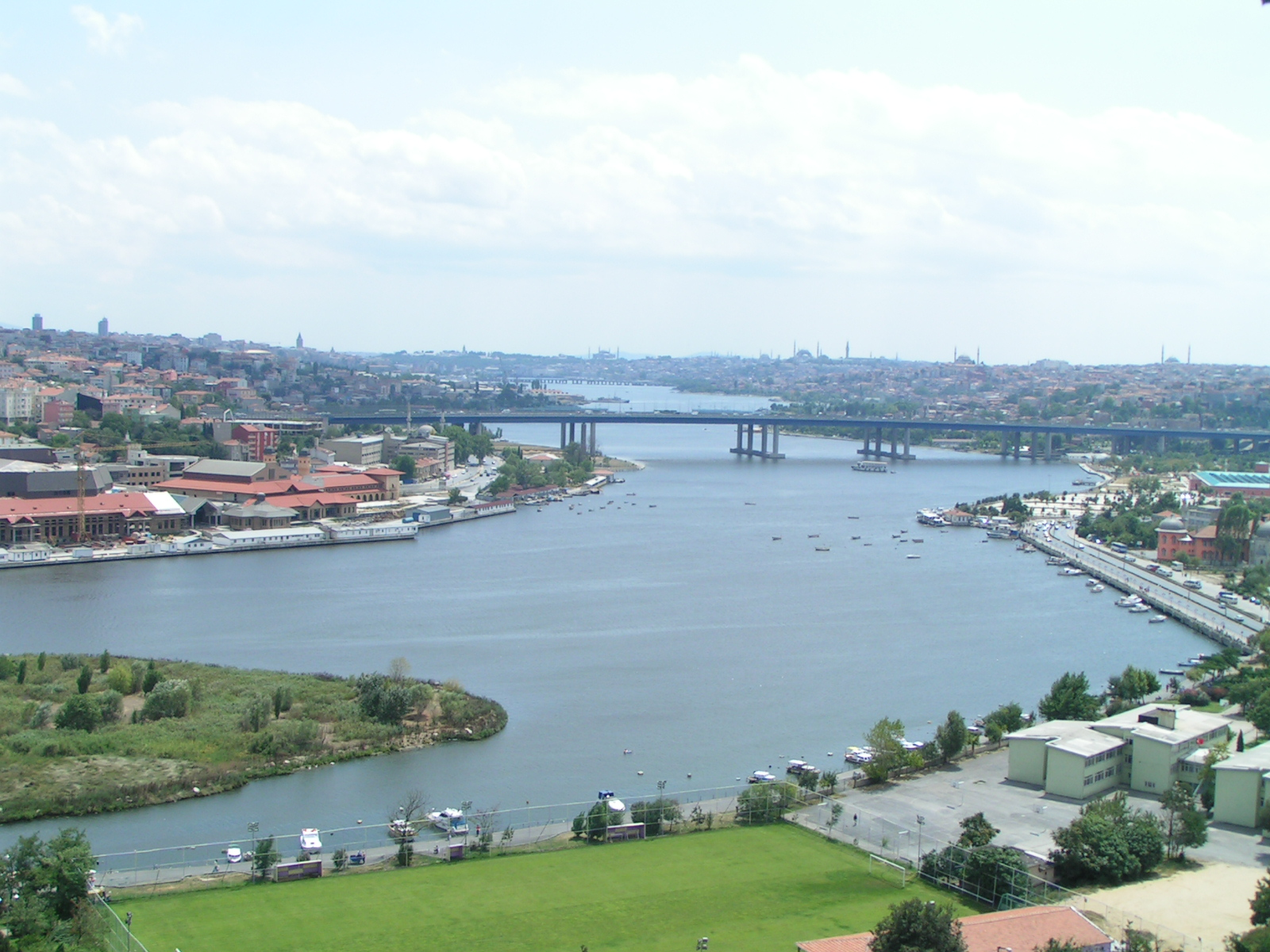
Vue de la Corne d'Or depuis le cimetière d'Eyup Sultan où Gradaščević est enterré.

Si le choix de fuir la Bosnie n'était pas complètement clair pour Husein, la fatwa furieuse faite par le sultan déclarant Gradaščević de « bon à rien », « malfaiteur », « traître », « criminel » et « rebelle » l'a peut-être convaincu de partir. Cependant, en raison de diverses coutumes et procédures, le départ de Gradaščević de Bosnie a été retardé de plusieurs jours. Après avoir plaidé auprès des autorités autrichiennes pour qu'elles assouplissent leurs restrictions, Gradaščević a finalement atteint la frontière de la Save avec un grand groupe de partisans le 16 juin. Il traversa la rivière et entra dans les terres des Habsbourg le même jour, accompagné d'une centaine de ses disciples, de ses serviteurs et de membres de sa famille. Bien qu'il s'attendait à être traité comme un vizir bosniaque, il s'est retrouvé en quarantaine à Slavonski Brod pendant près d'un mois, ses armes et une grande partie de ses biens lui ayant été confisqués.
Gradaščević et d'autres rebelles ont réussi à fuir à travers la Sava vers Vinkovci puis Osijek, en territoire autrichien. Quelque 66 hommes, 12 femmes, 135 domestiques et 252 chevaux l'accompagnaient. 
Les responsables autrichiens ont été soumis à une pression constante de la part du gouvernement ottoman pour déplacer Gradaščević aussi loin que possible de la frontière. Le 4 juillet, il fut transféré à Osijek où il vécut essentiellement en internement. Ses communications avec le reste de sa famille et son cercle social étaient sévèrement limitées et il s’est plaint à plusieurs reprises de son traitement auprès des autorités. Ses conditions finirent par s'améliorer et, avant de quitter Osijek, il fit remarquer aux autorités locales qu'il avait apprécié son séjour là-bas. Bien qu'il souffre d'un mal du pays intense et qu'il ne maîtrise que partiellement son destin, Gradaščević conserve sa fierté et sa dignité. On dit qu'il a vécu une vie luxueuse qui comprenait des compétitions de joutes avec ses compagnons.
Fin 1832, il accepta de retourner sur le territoire ottoman pour recevoir une firman de pardon du sultan à quelques conditions. Ces conditions, qui lui furent lues à Zemun, étaient très dures, exigeant que Gradaščević non seulement ne retourne jamais en Bosnie, mais ne mette jamais non plus les pieds sur les terres européennes de l'Empire ottoman. Déçu, Gradaščević fut contraint d'obéir aux conditions et de se rendre à Belgrade. Il entra dans la ville le 14 octobre à la manière d'un véritable vizir, monté sur un cheval paré d'argent et d'or et accompagné d'un grand cortège. Il fut accueilli comme un héros par les musulmans (bosniaques, albanais, serbes musulmans, population musulmane locale, etc...) de Belgrade et traité comme un égal par le pacha local. Gradaščević est resté dans la ville pendant deux mois, au cours desquels sa santé s'est détériorée (comme l'a documenté le médecin local Bartolomeo Kunibert). Il quitta la ville pour Constantinople en décembre, mais comme sa fille était encore très jeune, sa femme resta à Belgrade, le rejoignant au printemps de l'année suivante.
À Constantinople, Gradaščević vivait dans une ancienne caserne de janissaires à Atmejdan  tandis que sa famille vivait dans une maison séparée à proximité. Il vécut une vie relativement tranquille pendant les deux années suivantes, le seul événement notable de cette période étant une offre du sultan pour que Gradaščević devienne un pacha de haut rang dans l'armée Nizam, une offre que Gradaščević refusa avec indignation déclarant qu'il « préférait mourir dans le costume de ses pères plutôt que de porter l'uniforme de nizam d'un pacha ».
Il mourut à Constantinople en 1834 à l'âge de 32 ans
La légende raconte qu'il fut empoisonné par les autorités impériales, mais compte tenu de sa mauvaise santé, il est plus probable qu'il soit mort du choléra.

## Héritage

En récompense de sa confrontation avec Husein Gradaščević et l'Eyalet de Bosnie, Ali-paša Rizvanbegović reçut son propre pacha schismatique d'Herzégovine de la part de Mahmud II. Il fut plus tard réintégré dans l'Eyalet de Bosnie en 1851 lorsque Rizvanbegović fut exécuté pour avoir conspiré secrètement contre l'autorité du sultan.

À sa mort, il est devenu une sorte de martyr de la fierté bosniaque. Il y avait un dicton bien connu parmi les Bosniaques qui selon lequel, pendant des années après sa mort, pas un seul homme parmi notre peuple ne pourrait entendre son nom sans verser une larme. Ce sentiment positif n’était pas exclusif à la population musulmane, puisque les chrétiens de Posavina auraient partagé un point de vue similaire pendant des décennies.
Bien qu'une majorité des Bosniaques d'Herzégovine aient soutenu la cause d'Husein Gradaščević, certains de ses kapetans au pouvoir, comme Ali-paša Rizvanbegović, ont soutenu le sultan Mahmud II pour leurs gains, dans les années qui ont suivi, les kapetans d'Herzégovine ont souffert pendant le soulèvement d'Herzégovine (1875-1878) principalement en raison de l'absence d'une autorité centralisée dans le pachalik de Bosnie.

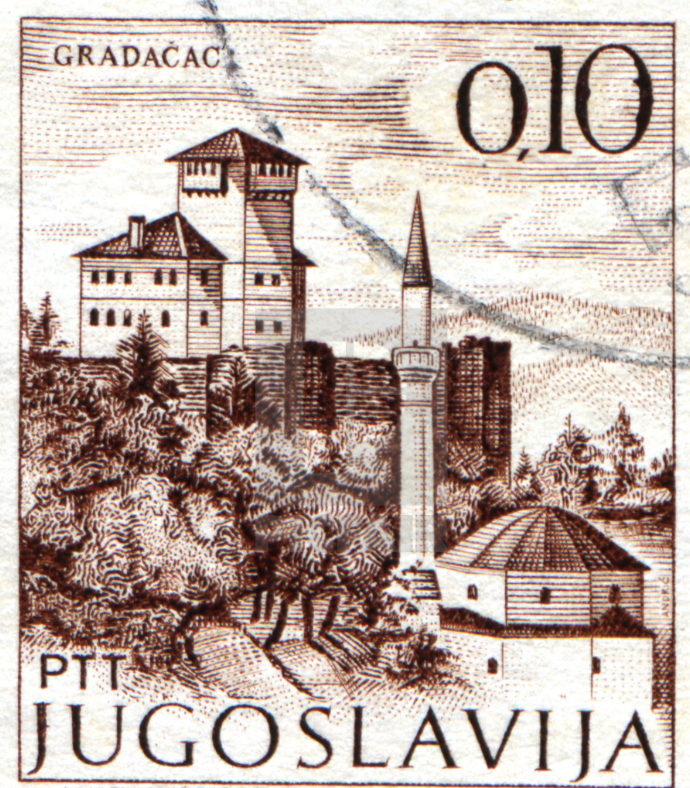
Un timbre yougoslave représentant Gradačac avec son château de Gradačac et la mosquée Husejnija

Depuis les guerres de Yougoslavie et le réveil national bosniaque, Gradaščević et son mouvement ont connu une renaissance parmi les historiens et le grand public. Les œuvres d'Ahmed Aličić, Mustafa Imamović et Husnija Kamberović ont toutes présenté Gradaščević sous un jour plus positif. Gradaščević est à nouveau largement considéré comme le plus grand héros national bosniaque et est un symbole de fierté et d’esprit national. Les rues principales de Gradačac et de Sarajevo portent son nom, ainsi que de nombreux autres endroits en Bosnie-Herzégovine.

## References
1. ↑  Donia 2006, p. 29.
2. ↑  Đordić 1996, p. 60.
3. ↑  Donia, R.J., Sarajevo: A Biography, University of Michigan Press, 2006 (ISBN 978-0472115570, lire en ligne), p. 28

## Sources
- (bs) Husnija Kamberović, Husein-kapetan Gradaščević (1802–1834): Biografija: uz dvjestu godišnjicu rođenja, BZK "Preporod", 2002 (réimpr. January 2002), pdf (ISBN 9958-812-03-7, lire en ligne)
- (en) Robert J. Donia, Sarajevo: A Biography, Ann Arbor, Michigan, University of Michigan Press, 2006 (ISBN 978-0-472-11557-0, lire en ligne)
- Fatma Sel Turhan, The Ottoman Empire and the Bosnian Uprising: Janissaries, Modernisation and Rebellion in the Nineteenth Century, I.B. Tauris, 2014 (ISBN 978-1-78076-111-4, lire en ligne)
- (sr) Marjan Đordić, Bosanska Posavina: povijesno-zemljopisni pregled, Polion, 1996 (ISBN 978-9536199013, lire en ligne)
- (sr) Milenko Filipović, Цинцари у Босни, Зборник радова, Belgrade, Etnografski institut,‎ 1951
- Sadik Šehić, Zmaj od Bosne: Husein-kapetan Gradaščević, Front Slobode, 1991 (lire en ligne)
- (sr) Bratislav Teinović, Nacionalno-politički razvoj Bosne i Hercegovine u posljednjem vijeku turske vladavine (1800-1878), Banja Luka, Faculty of Humanities, University of Banja Luka, 2019

## Lectures complémentaires
- Šehić, S., Bilajac, I., Hebib, A. and Lindemann, F., 1994. Zmaj od Bosne: Husein-kapetan Gradaščević između legende i povijesti. Bosanska riječ.
- Aličić, Ahmed S. (1996). Pokret za autonomiju Bosne od 1831. do 1832. godine. Sarajevo: Orijentalni institut.
- Imamović, Mustafa. (1997). Historija Bošnjaka. Borba za autonomiju Bosne – Husein-kapetan Gradaščević. Sarajevo: BZK Preporod.
- Vrijeme nemira u Bosni u prvoj polovini XIX stoljeca i Husein-beg Gradascevic.